# Prelle – Lytter til mig selv
|  | Denne artikel er oprettet af botten Steenthbot ud fra en ekstern database. Den kan derfor have sproglige fejl eller mangler. Denne skabelon kan fjernes efter kontrol af indholdet. |

Prelle – Lytter til mig selv er en dansk dokumentarfilm fra 2020 instrueret af Anita Beikpour. 

## Handling
For Rikke Prelle er musikken det sted, hvor hun kan udtrykke sig på sin egen måde, uanset hvad omverdenen forventer af hende, men hun bliver fanget imellem sine egne drømme, realistiske muligheder og omverdenens forventninger. Vi møder Rikke på et tidspunkt i hendes liv, hvor fortiden har indhentet hende og hun skal skabe nye og egne rammer for at finde sin vej i livet. I en blanding af klassisk dokumentarisme og magisk realisme, følger vi Rikke i denne afgørende tid.